# Skal vi vædde en million?
Skal vi vædde en million? er en dansk film fra 1932, skrevet af Fleming Lynge og Paul Sarauw og instrueret af George Schnéevoigt. Filmen indeholder bl.a. den kendte duet Titte til hinanden sunget af Hans W. Petersen og Marguerite Viby. Sangen var, som mange andre kendte filmsange på daværende tidspunkt, komponeret af en af de førende danske komponister i første halvdel af det 20. århundrede Kai Normann Andersen. Hans W. Petersen og Marguerite Viby blev et populært skuespillerpar i 1930'erne.

## Medvirkende
- Frederik Jensen
- Marguerite Viby
- Hans Kurt
- Lili Lani
- Hans W. Petersen
- Mathilde Nielsen

## Handling
Generalkonsul Winterfeld er ikke begejstret for, at sønnen Jørgen vil gifte sig med korpigen Aurora. Han lover Jørgen en million, hvis denne kan tilbringe en måned i Auroras selskab, uden at de kommer op at skændes. Alle kneb tages nu i brug, men det ender med at generalkonsulen bliver begejstret for den kommende svigerdatter.